# Люпкур
Люпку́р (фр. Lupcourt) — коммуна во французском департаменте Мёрт и Мозель, региона Лотарингия. Относится к  кантону Сен-Николя-де-Пор.

## География
Люпкур расположен в 10 км к юго-востоку от Нанси. Соседние коммуны: Виль-ан-Вермуа на востоке, Манонкур-ан-Вермуа на юго-востоке.

## Демография
Население коммуны на 2010 год составляло 416 человек.
| 1962 | 1968 | 1975 | 1982 | 1990 | 1999 | 2010 |
| ---- | ---- | ---- | ---- | ---- | ---- | ---- |
| 159  | 146  | 195  | 286  | 273  | 278  | 416  |